# Le Dernier Combat (Prison Break)
Pour les articles homonymes, voir Le Dernier Combat.
Le Dernier Combat est le 50e épisode du feuilleton télévisé Prison Break et le 6e épisode de la saison 3.

## Résumé
Quand un détenu est découvert assassiné, James Whistler devient le premier suspect mais Michael doit prouver son innocence pour sauver sa vie. Michael demande des preuves à Susan pour être sûr que Sara est toujours en vie, sinon il arrête l'évasion. Lincoln et Sofia observent les rituels matinaux des gardes de la prison, et Alexander Mahone se voit proposer une offre qui pourrait le faire sortir de Sona.

## Informations complémentaires

### Chronologie
- Une semaine s'est écoulée depuis l'arrivée à Sona de Michael Scofield.
- Les évènements de cet épisode se déroulent le 23 juin.

### Culture
- On utilise la photo finish dans des compétitions de course, quand deux concurrents (ou plus) passent la ligne d'arrivée dans un intervalle de temps très réduit. Quand la différence ne peut être remarquée à l'œil nu, on prend une série de photos tirées très vite les unes après les autres (jusqu'à 1000 photos par seconde) ou une vidéo pour vérifier les résultats avec précision.
- Alex Mahone appelle Michael Scofield « Kojak » en l'allusion au célèbre inspecteur de police également chauve.

### Erreurs
- Quand Lincoln et Susan discutent au sujet d'une autre photo de Sarah, les cheveux de Susan passent de devant à derrière ses oreilles suivant les prises

### Divers
- C'est dans cet épisode que Michael Scofield apprend la mort de Sara Tancredi

## Accueil critique
Aux États-Unis, cet épisode a été suivi par 7,69 millions de téléspectateurs. 